# Istituto Geografico Militare

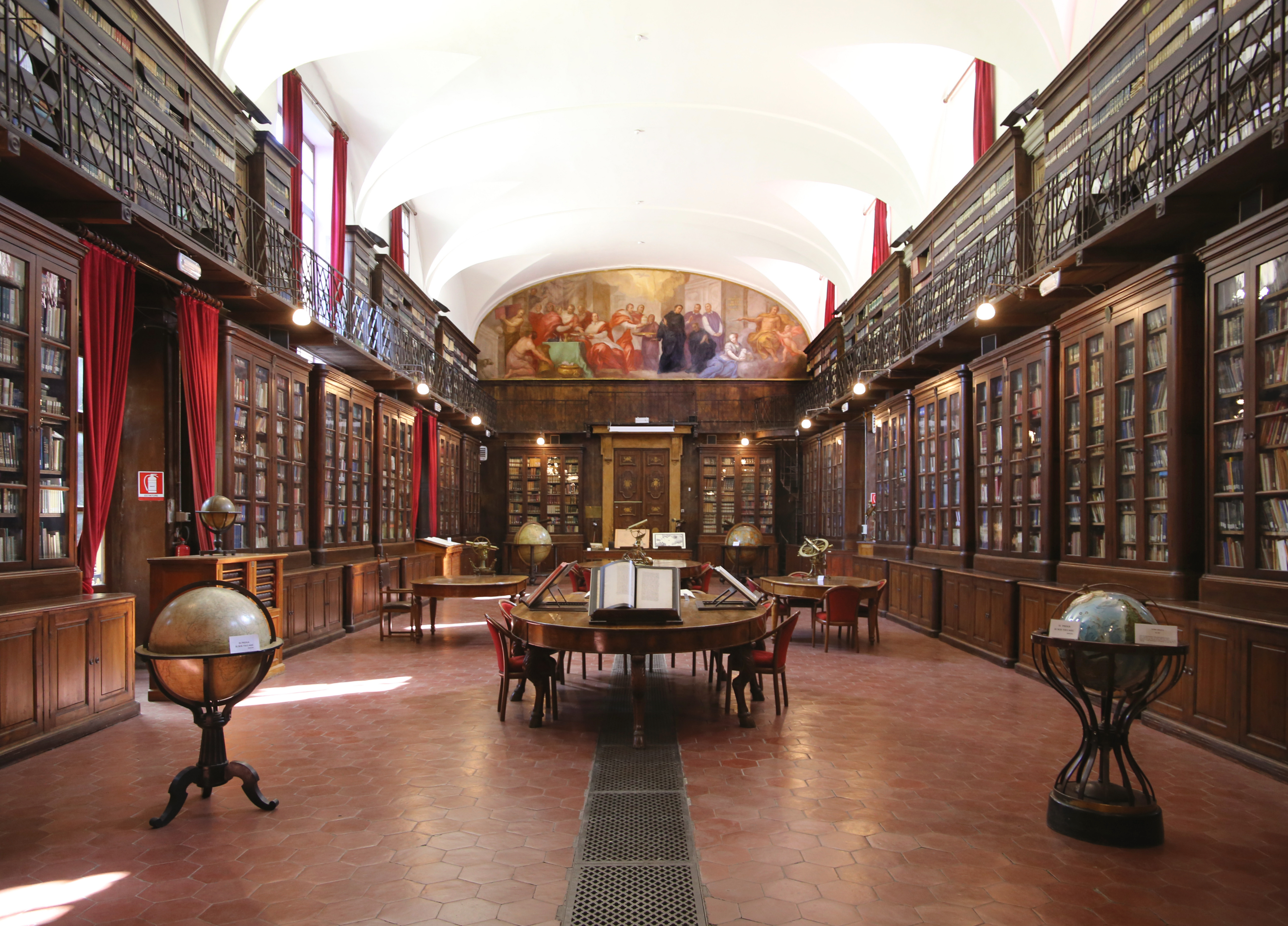
La bibliothèque de l'Institut.

L'Institut géographique militaire (IGM) (Istituto Geografico Militare en italien) est l'institut cartographique de l'État italien, qui dépend de l'état-major de l'armée italienne (Stato Maggiore dell'Esercito)) conformément à la loi no 68 du 2 février 1960.

## Situation
Le siège de l'Istituto Geografico Militare est situé via Cesare Battisti à Florence et occupe la majeure partie du cloître de la Santissima Annunziata. L'organisme a été créé en 1861, par le roi Victor-Emmanuel II.